# Anaïs Nin
Anaïs Nin (Neuilly-sur-Seine, 1903. február 21. – Los Angeles, Kalifornia, 1977. január 14.) kubai származású, franciaországi születésű amerikai írónő. Nevét elsősorban erotikus témájú, illetve ilyen töltetű írásai tették közismertté – nem sok nő akadt előtte a világirodalomban, aki hozzá hasonló nyíltsággal írt volna ilyen témákról –, de ismert volt szexuális szabadosságáról is, melynek eredményeként korának számos írójával és más művészével került a barátinál közelebb viszonyba. Ez utóbbiakról maga is rendszeresen beszámolt tizenegy éves korától csaknem haláláig vezetett naplójegyzeteiben. Műveinek jó részét csak halála után publikálták.

## Élete
1903-ban született Angela Anais Juana Antolina Rosa Edelmira Nin y Culmel néven, a franciaországi Neuilly-sur-Seine-ben. Szülei mindketten kubai születésűek, spanyol anyanyelvűek voltak, ő maga azonban már francia környezetben kezdett nevelkedni. Apja, Joaquin Nin zongorista és zeneszerző, anyja, Rosa Culmell klasszikusan képzett énekesnő volt, az anyai ágon a családnak voltak francia és dán felmenői is. Két éves volt, amikor szülei elváltak, ezt követően Anaïs az anyjával és két fivérével Spanyolországba, Barcelonába költözött; később pedig Amerikába emigráltak, ahol New Yorkban telepedtek le.
Anaïs 11 évesen kezdett naplót írni, melyben több sokkoló élményét is megörökítette: ilyen volt szülei válása, a csonka család későbbi gyökértelen hányódása, de későbbi írásaiból kiderül az is, hogy apja kislánykorában molesztálta. Ezen naplójegyzetei írása közben kezdett apránként tudatosodni benne, hogy tehetsége van az íráshoz. Tizenhat éves korában úgy határozott, hogy nem tanul tovább, legfeljebb csak olyasmit, autodidakta módon, ami valóban érdekli. Néhány héttel huszadik születésnapja után, 1923. március 3-án kötött házasságot Hugh Parker Guiler banktisztviselővel, aki szikár munkája mellett kacsingatott a filmrendezés felé is.
Anaïs első publikált művei irodalmi tanulmányok voltak: írt esszét D. H. Lawrence írásairól folytatott kutatásokat különböző irodalmi témákban, és párhuzamosan továbbra is folytatta a naplóírást. Férjével együtt hamarosan Párizsba költözött, amiről hamar rájöttek, hogy ideális környezet a bennük feszülő törekvések megvalósításához. Ő maga többféle művészeti ágat próbált ki – egy ideig flamencotáncosként is kereste a kenyerét -, és rövidesen egy vibráló légkörű irodalmi színtér főszereplői között találta magát. Legközelebbi barátai voltak ebben az időben Henry Miller, Antonin Artaud, Edmund Wilson, Gore Vidal, James Agee, és Lawrence Durrell – akikkel hosszabb-rövidebb időtartamú szeretői viszonyt is ápolt –, de naplójegyzeteiből kiderül, hogy sok más alkalmi szeretője, egyéjszakás kalandja is akadt. Időközben intenzív érdeklődés alakult ki benne a pszichoanalízis iránt is, amit előbb René Allendy, majd Otto Rank segítségével kezdett tanulmányozni közben mindketten ugyancsak a szeretői is lettek, legalábbis naplójegyzetei szerint.
1939 nyarán, a második világháború kitörésének hírére férjével visszatért Amerikába, ahol Guiler kísérleti filmek forgatásába kezdett, ő pedig regényeket írt, részben megrendelésre, részben saját kedvére. Közben újból összejött Otto Rankkel, aki szintén New Yorkba települt: beköltözött Rank lakásába, majd maga is pszichoanalitikusként kezdett praktizálni, oly módon, hogy pácienseivel rendszerint le is feküdt. Ezzel néhány hónap után felhagyott, mert rájött, hogy így nem tud objektív maradni velük szemben.
44 éves korában ismerkedett meg Rupert Pole akkor 28 éves színésszel akivel 1955. március 17-én házasságot is kötött, dacára annak, hogy első férjétől nem vált el; vitatott, hogy Guiler erről egyáltalán tudomást szerzett-e. Ezt a második házasságot 1966-ban semmissé nyilvánították, de Nin haláláig együtt maradt Pole-lal. Guiler a visszaemlékezések szerint annyira szerette Nint, hogy – mint annyi mindent közös életük korábbi szakaszaiban – ezt is boldogan elnézte neki.
1973-ban, a női szexualitás elfogadtatása terén nyújtott tevékenységéért díszdoktorrá avatták Philadelphiában, három évvel később pedig az év asszonyának választották. Akkor már évek óta tudta, hogy méhrákban szenved, s a betegség a következő év januárjában véget is vetett életének. Holttestét elhamvasztották, hamvait pedig szétszórták a Santa Monica-öböl közelében. Első férje hamvait az 1985-ben bekövetkezett halála után ugyanott szórták szét; második férje 2006-ban halt meg

## Írói munkássága

### Naplói
Tizenegy éves korában kezdett naplót írni, és e tevékenységet lényegében élete végéig folytatta. Naplójegyzetei – melyek közül sokat még életében kiadtak – részletesen tükrözik magántermészetű gondolatait és személyes kapcsolatait, kitérve olyan intim részletekre is, mint például az apjával folytatott, szexuálisan abuzív, vérfertőző kapcsolata. Ugyancsak tanúskodnak ezek a naplójegyzetek két házasságának mindennapjairól, valamint nagy számú szexuális afférjáról, melyeknek írók, művészek és civil férfiak is érintettjei voltak. Ezen viszonyai közül a legjentősebbek valószínűleg az Otto Rank pszichoanalitikussal és Henry Miller amerikai íróval folytatott kapcsolatai voltak, mindketten mélyen befolyásolták az életét és írásművészetét is.
Az élete során publikált naplójegyzetek 1933-tól kezdődtek és több évtizedet íveltek át. Ezekből néhány szereplőt, köztük első férjét, Guilert – saját kérésükre – kiszerkesztett, ezért az érintettekről olykor bonyolult megállapítani, hogy milyen szerepet játszottak Nin életében. Naplója egyik szakaszában nyíltan és plasztikusan számolt be arról is, amikor kilenc éves korában az apja szexuális abúzust követett el vele szemben.
Ezidáig a naplóiból tizenhat kötet lett publikálva, az utolsó öt kivételével mindegyik szerkesztett formában. Az öt szerkesztetlen kötetet Pole adatta ki, Guiler 1985-ben bekövetkezett halála után. A naplók eredetijei a Kaliforniai Egyetem könyvtárában találhatók meg.

### Erotikus írásai
Nint számos kritikus úgy méltatta, mint a női erotikus irodalom egyik legkiválóbb alakját, és mint olyasvalakit, aki egyben úttörő is volt ezen a területen. Saját bevallása szerint olyan írók inspirálták, mint Marcel Proust, André Gide, Jean Cocteau, Paul Valéry és Arthur Rimbaud. Első találkozása az erotikus irodalommal fiatal felnőttként esett meg vele Párizsban, és az 1940-es évek elején kezdett ilyen jellegű elbeszéléseket írni, Henry Millerrel és néhány barátjukkal együtt. egy névtelen gyűjtő számára, félig-meddig viccnek tekintve az egészet. (Nem tisztázott, hogy Miller valóban részt vett ezen történetek írásában, vagy csak megengedte nevének felhasználását.) Nin az erotikus írásainak karaktereit szélsőségesen karikaturisztikusnak tekintette, és sokáig egyáltalán nem kívánta publikálni őket. Idős korában, az 1970-es évek elején azonban változtatott elhatározásán és hozzájárult e művek kiadásához Vénusz deltája, illetve Little Birds címmel. 2016-ban kiadtak egy további gyűjteményt korábban felfedezetlen, erotikus írásaiból, Auletris címmel.
Nin közeli barátja, és sok esetben szeretője is volt a kortárs irodalmi élet számos szereplőjének, akik sorában ott találjuk Henry Millert, John Steinbecket, Antonin Artaud-t, Edmund Wilsont, Gore Vidalt, James Ageet, James Leo Herlihyt és Lawrence Durrellt. Különösen Henry Millerrel volt szenvedélyes a baráti-szeretői viszonya, amely erősen befolyásolta az életét úgy szexuális téren, mint íróként. Azt a vélekedés, hogy Nin biszexuális lett volna, főként Philip Kaufman Henry & June című, Henry Millerről és második feleségéről, June Millerről szóló filmje alapozta meg. Naplóiból annyi derül ki, hogy a nővel való megismerkedése felkavaró élmény volt számára, June egyfajta végzet asszonya volt Anaïs és Henry számára is, Anaïs többször adott neki pénzt, ékszereket és ruhákat is, de az nem tisztázott, hogy vonzódása milyen mértékű volt iránta, és beteljesült-e az szexuálisan.

## Emlékezete

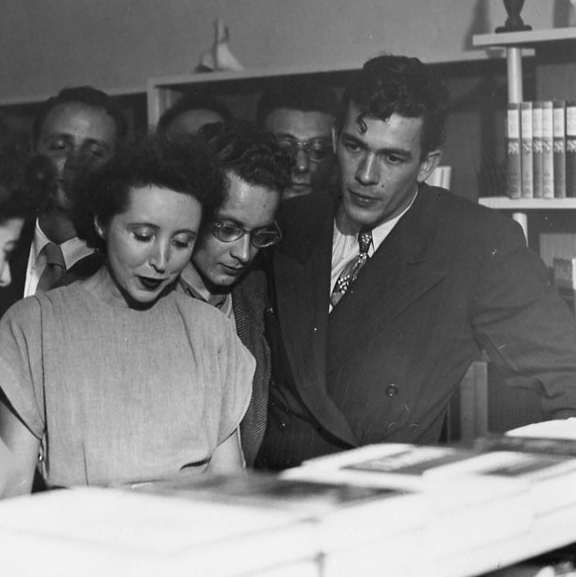
Anaïs Nin könyvet olvas George Leite társaságában, a kaliforniai Berkeley-ben, 1946-ban

- A feminista mozgalmak 1960-as évekbeli előretörése feminista értelmezési tartományba helyezte Nin írásait is, mintegy két évtizedre, aminek hatására számos egyetem kezdett érdeklődni Nin iránt, előadói minőségében, annak ellenére is, hogy ő elhatárolódott e mozgalmak politikai aktivizmusától.[11] Ezzel együtt 1973-ban díszdoktori címet kapott a Philadelphiai Művészeti Főiskolán, 1974-ben az amerikai irodalmi intézet tagjává választották, 1976-ban pedig Los Angeles Times az Év Asszonya díjjal tüntette ki.[29]
- Philip Kaufman 1990-ben rendezett filmet Henry & June címmel, mely Nin Henry and June: From the Unexpurgated Diary of Anaïs Nin címmel kiadott naplórészlete alapján készült. Nin alakját a filmben Maria de Medeiros alakította.
- Jewel a Pieces of You (1995) című albumán kiadott, Morning Song című szerelmes dalában emlékezett meg Anaïs Nin és Henry Miller viharos viszonyáról, a dalban az énekesnő arra kéri barátját, hogy bár reggel van, ne keljenek fel az ágyból; a férfi nyugodtan lehet Henry Miller, ő majd Anaïs Nin lesz, és ezúttal még jobb lesz minden, mert végig együtt maradnak. („You can be Henry Miller and I’ll be Anaïs Nin / This time it will be even better we’ll stay together in the end”)
- 2008 februárjában Steven Reigns költő szervezett egy rendezvényt Nin születésének 105. évfordulója alkalmából Los Angelesben, a westwoodi Hammer Museumban.[30] Reigns így emlékezett meg róla: „Nin nagyon mély barátságokat kötött és formált nőkkel és férfiakkal egyaránt, olyanokkal is, akik évtizedekkel voltak fiatalabbak nála.” Utalva arra, hogy az említettek közül néhányan még a megnyitó idején is életben lehettek, arra biztatta a jelenlévőket, hogy aki teheti, ossza meg a vele kapcsolatos élményeit.[31] A felhívásra többen is reagáltak, közülük Bebe Barron zongorista, aki hosszú ideig volt Nin barátnője, ez alkalommal lépett utoljára közönség elé, mivel alig több mint két hónappal később, 83 évesen elhunyt.[32]
- Wendy Guerra kubai költő és regényíró, akit régóta foglalkoztatott Nin élete és munkássága, 2012-ben megjelentetett egy fiktív naplót Nin stílusában, Posar desnuda en la Habana (Posing Nude in Havana, magyarul: Meztelenül pózolva Havannában). Kiadásánál arra hivatkozott, hogy Nin naplójának kubai szakasza alig pár oldal, ő viszont mindig is vágyott arra, hogy egy apokrif regényt írjon, mintegy irodalmi köntösbe öltöztetett sejtésként azzal kapcsolatban, hogy mi az, ami akár meg is történhetett.[33]

## Művei

### Naplók, naplórészletek, levelek
- The Early Diary of Anaïs Nin (1931–1947), négy kötetben
- The Diary of Anaïs Nin, hét kötetben, saját szerkesztésében
- Henry and June: From A Journal of Love. The Unexpurgated Diary of Anaïs Nin (1931–1932) (1986), Rupert Pole szerkesztésében
- A Literate Passion: Letters of Anaïs Nin & Henry Miller (1987)
- Incest: From a Journal of Love (1992)
- Fire: From A Journal of Love (1995)
- Nearer the Moon: From A Journal of Love (1996)
- Mirages: The Unexpurgated Diary of Anaïs Nin, 1939-1947 (2013)
- Trapeze: The Unexpurgated Diary of Anaïs Nin, 1947–1955 (2017)

### Fikciós irodalom

#### Regények
- House of Incest (1936)
- Winter of Artifice (1939)
- Cities of the Interior (1959), öt kötetben:
  - Ladders to Fire
  - Children of the Albatross
  - The Four-Chambered Heart
  - A Spy in the House of Love
  - Seduction of the Minotaur, (első kiadása 1958-ban jelent meg Solar Barque címmel).
- Collages (1964)

#### Novellák
- Waste of Timelessness: And Other Early Stories (keletkezési ideje 1932 előtti, csak a halála után adták ki)
- Under a Glass Bell (1944)
- Delta of Venus (1977)
- Little Birds (1979)
- Auletris (2016)

### Tanulmányok, esszék
- D. H. Lawrence: An Unprofessional Study (1932)
- The Novel of the Future (1968)
- In Favor of the Sensitive Man (1976)
- Barbara Kraft: The Restless Spirit: Journal of a Gemini (1976; az előszó szerzőjeként)

## Magyarul
- Vénusz deltája; ford. Turczi István; Maecenas, Bp., 1992
- Henry és June Anaïs Nin naplójából; ford. W. Tóth René; Kalligram, Pozsony, 1994

## Filmjei
- Ritual in Transfigured Time (1946): rövidfilm, r.: Maya Deren
- Inauguration of the Pleasure Dome (1946): rövidfilm, r.: Kenneth Anger
- Bells of Atlantis (1952): rövidfilm, r.: Ian Hugo
- Anais Nin Observed (1974): dokumumfilm, r.: Robert Snyder

## Idézett művek
- Bair, Deirde. Anaïs Nin: A Biography. Putnam (1995). ISBN 0-399-13988-5
- Fitch, Noël Riley. Anaïs: The Erotic Life of Anaïs Nin. Little, Brown and Company (1993). ISBN 0-316-28428-9
- Franklin, Benjamin V, ed.. Recollections of Anaïs Nin. Ohio University Press (1996). ISBN 978-0-821-41164-3
- Nin, Anaïs. The Diary of Anaïs Nin (1931-1934). Harcourt, Brace & World (1966). ISBN 978-0-547-53870-9
- Nin, Anaïs. The Dairy of Anaïs Nin (1934–1939). Harcourt, Brace & World (1967). ISBN 978-0-156-26026-8
- Conversations with Anaïs Nin. University Press of Mississippi (1994). ISBN 978-0-878-05719-1

## Fordítás
- Ez a szócikk részben vagy egészben  az   Anaïs Nin című angol Wikipédia-szócikk fordításán alapul.  Az eredeti cikk szerkesztőit annak laptörténete sorolja fel. Ez a jelzés csupán a megfogalmazás eredetét és a szerzői jogokat jelzi, nem szolgál a cikkben szereplő információk forrásmegjelöléseként.